# Stictoptera plumbeotincta
Stictoptera plumbeotincta är en fjärilsart som beskrevs av Louis Beethoven Prout 1921. Stictoptera plumbeotincta ingår i släktet Stictoptera och familjen nattflyn. Inga underarter finns listade i Catalogue of Life.